# Industrial
Industrial er en bred definition af flere forskellige genrer inden for elektronisk og eksperimenterende musik. Betegnelsen blev første gang taget i brug i 1970'erne for at kunne beskrive den, dengang, unikke sound som kendetegnede kunstnere der udgav deres musik på Industrial Records.
Definitionen kan inkludere avantgarde udøvere, som f.eks. Throbbing Gristle, Einstürzende Neubauten eller Laibach, eller noise kunstnere som Sutcliffe Jugend og Merzbow. EBM/Elektro kunstnere som DAF, Front 242 og Nitzer Ebb, kan også dækkes ind under genren, eller industrial rock kunstnere, som KMFDM, Rammstein og industrial metal-kunstnere som Ministry, Fear Factory og Godflesh.